# Lionello I Pio
Lionello I Pio de Savoia era fill d'Alberto II Pio de Savoia i fou consenyor de Carpi a la mort del pare el 1463, juntament amb els seus cosins Marco II i Ludovico (mort el 1464) i amb el seu oncle Galasso II. Quan Galasso també va morir el 1465, Marco II i Lionello es van veure obligats a associar la seva nombrosa descendència (almenys vuit fills mascles) al tron, i al capdavant del senyoriu es va sorgir una situació de amuntegament ingovernable. El 1469, però, els fills de Galasso van ser implicats en una conspiració contra el duc de Ferrara, Borso d'Este; dos van ser executats i aquesta branca de la família (anomenada "galassina" per la historiografia italiana) va ser exclosa de qualsevol dret al senyoriu.
Sols al poder, Marco II i Lionello I, el 1470, van obtenir un decret de l'emperador Frederic III d'Habsburg que a partir de llavors reservava la successió només als fills primogènits, per fer menys probables futures disputes.
Lionello I es va casar amb Caterina Pico, filla de Francesco I comte de Concòrdia i senyor de Mirandola, i germana di Giovanni Pico della Mirandola, i va tenir dos fills: Alberto III i Lionello. També va tenir dos fills naturals Teodoro (frare) i Angelo.
Va morir a Carpi el 1477, i Marco II va associar al tron el seu fill gran Alberto III, que llavors només tenia dos anys.